# Karel Alexander van Saksen-Weimar-Eisenach
Karel Alexander August Johan (Weimar, 24 juni 1818 - aldaar, 5 januari 1901) was van 1853 tot 1901 groothertog van Saksen-Weimar-Eisenach.

## Jeugd
Karel Alexander werd geboren te Weimar als zoon van de toenmalige erfgroothertog Karel Frederik en Maria Paulowna, dochter van tsaar Paul I van Rusland en zuster van de Nederlandse koningin Anna Paulowna.
Hij studeerde te Jena en Leipzig, diende daarna een jaar in een kurassiersregiment te Breslau en maakte later enige grote reizen. In 1849 nam hij deel aan de Eerste Duits-Deense Oorlog om Sleeswijk en Holstein.

## Huwelijk en kinderen

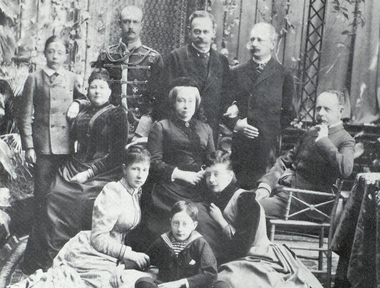
Karel Alexander (staand midden rechts), met zijn vrouw (midden), zoon (zittend rechts, schoonzoons (staand links), Dochters (onder), schoondochter (links zittend) en twee kleinkinderen (±1887)

Karel Alexander leerde in 1834 zijn nicht prinses Sophie der Nederlanden kennen, dochter van koning Willem II en Anna Paulowna, die in Weimar haar tante Maria Paulowna bezocht. In 1841 maakte hij een tegenbezoek en kort daarna vroeg een gevolmachtige van het Weimarer hof in zijn naam om Sophies hand.
Op 8 oktober 1842 trad hij te Den Haag met Sophie in het huwelijk. Het paar betrok aanvankelijk het slot Ettersburg bij Weimar, maar na zijn troonsbestijging het groothertogelijk slot in diezelfde stad. Voor bezoeken aan Nederland had Willem II voor Sophie het pand op het Lange Voorhout 13, het Paleis van Saksen-Weimar, aangekocht, dat er heden ten dage nog steeds staat.
Uit dit succesvolle huwelijk werden de volgende kinderen geboren:
- Karel August (31 juli 1844 – 20 november 1894), gehuwd met Pauline van Saksen-Weimar-Eisenach en vader van groothertog Willem Ernst
- Marie (20 januari 1849 – 6 mei 1922), gehuwd met Hendrik VII Reuss
- Sophia (29 mei 1851 – 26 mei 1859)
- Elisabeth (28 februari 1854 – 10 juli 1908), gehuwd met Johan Albrecht van Mecklenburg, zoon van groothertog Frederik Frans II.

Omdat het voortbestaan van de dynastie van zijn vrouw in Nederland aan een zijden draadje hing en de nazaten van Karel Alexander en zijn vrouw prinses Sophie der Nederlanden de Nederlandse troon weleens zouden kunnen bestijgen, sprak hijzelf eveneens al hun kinderen vloeiend Nederlands.

## Regering
Karel Alexander volgde zijn vader op 8 juli 1853 op als groothertog en aanvaardde de troon formeel op 28 augustus 1853 - de verjaardag van Goethe. Hij handhaafde het liberale systeem van minister Christian Bernhard von Watzdorf en regeerde voorts op nationalistische wijze. Doorgaans volgde hij de richting van Pruisen (zijn zuster Augusta was gehuwd met Wilhelm I) en hij was een voorstander van een verenigd Duitsland onder leiding van dit land. In de Pruisisch-Oostenrijkse Oorlog van 1866 schaarde hij zich dan ook aan Pruisische zijde en in 1867 trad hij toe tot de Noord-Duitse Bond. Op zijn voorspraak behield het Vorstendom Reuss oudere linie na deze oorlog zijn soevereiniteit. Na de Frans-Duitse Oorlog (1870-1871), waarin hij slechts in de verplegingsdienst actief was, trad zijn land toe tot het Duitse Keizerrijk.
Vanwege Karel Alexanders Nederlandse en Russische familiebanden had het hof van Weimar een kosmopolitisch karakter. De groothertog hield van stilte, was wetenschappelijk en kunstzinnig geïnteresseerd en steunde verschillende bekende kunstenaars. Hij was bevriend met Hans Christian Andersen en Fanny Lewald en steunde Franz Liszt, Richard Wagner en Eduard Lassen, die allen enige tijd in Weimar verbleven. De groothertog en zijn gemalin trachtten de herinnering aan Goethe, die aan het hof van Weimar werkzaam was geweest en die hij op 10-jarige leeftijd nog had ontmoet, levend te houden, onder meer door een dubbelmonument voor Goethe en Schiller in Weimar en door de 143-delige Sophienausgabe van zijn werk.

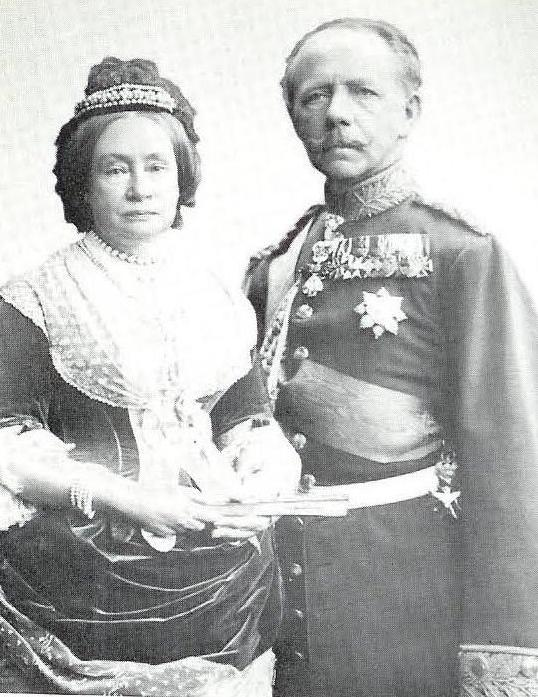
Sophie en Karel Alexander

Weimar schonk hij verder een museum en monumenten gewijd aan Herder en Wieland. Aan de door hem in 1848 gestichte kunstacademie doceerden destijds bekende schilders als Reinhold Begas, Arnold Böcklin en Franz von Lenbach. Hij liet de vervallen Wartburg, waar hij vaak verbleef, in romantisch-historistische stijl renoveren en door Moritz von Schwind van schilderingen voorzien. Karel Alexanders regering wordt wel als het Zilveren Tijdperk van Weimar aangeduid.

## Dood
Zijn gouden huwelijk werd in 1892 met veel pracht en praal gevierd in aanwezigheid van onder anderen koningin Emma en de jonge koningin Wilhelmina. Hij stierf op 5 januari 1901. Daar zijn enige zoon Karel August reeds in 1894 was gestorven, werd hij opgevolgd door zijn kleinzoon Willem Ernst.
Twee dagen na zijn dood trad zijn nichtje koningin Wilhelmina, de dochter van zijn zwager Willem III, in het huwelijk met hertog Hendrik van Mecklenburg-Schwerin, broer van Karel Alexanders schoonzoon Johan Albrecht. Zijn dood overschaduwde dit huwelijk en hierdoor konden onder anderen zijn kinderen - de enige nichten van Wilhelmina aan vaderskant - niet bij het huwelijk aanwezig zijn.